# Jason Mariano Kouchak
Jason Kouchak is een Franse pianist, componist en singer-songwriter.

## Jeugd
Jason Mariano Kouchak werd geboren in Lyon, Frankrijk. Hij volgde zijn opleiding aan de Westminster School en studeerde klassieke piano aan het Royal College of Music en de Universiteit van Edinburgh. Hij is een nakomeling van Alexander Kolchak, de Russische marinecommandant.

## Carrière
Jason Kouchak heeft vijf albums opgenomen, waarvan er twee in de Abbey Road Studios. Hij verscheen op het Britse televisienetwerk BBC en de Japanse omroep NHK met zijn eigen muzikale composities. Hij heeft wereldwijd als klassiek pianist, waaronder Hong Kong, Singapore en Japan getoerd.
Hij trad op in de Royal Festival Hall (Londen), Salle Pleyel (Parijs) en het Mariinsky Theatre (Sint-Petersburg) met voordrachten op het Edinburgh International Festival.
Andere uitvoeringen zijn onder meer The Moon vertegenwoordigt mijn hart geregeld voor Julian Lloyd Webber & Jiaxin Cheng in de Chelsea Arts Club ter ere van Lloyd Webber's 60e verjaardag galaconcert en Chopin 's tweehonderdjarige Guildhall Concert met zangeres en actrice Elaine Paige in 2010.
Hij zong ook cabaretvoorstellingen in Café de Paris en Café Royal.
Kouchak trad op het Galle Literary Festival in 2012 op met Tom Stoppard en gaf in hetzelfde jaar een pianorecital bij de opening van de London Chess Classic. In 2012 werd hij de Director of Music voor de 20e verjaardag van het French Film Festival UK in Londen en Edinburgh, waar hij optrad op de verjaardag van Chopin in de Britse ambassade in Parijs.

## Optredens
In 1990 was Kouchak gastartiest bij de viering van de 60e verjaardag van prinses Margaret in het Ritz Hotel en in hetzelfde jaar trad hij op als klassieke pianist bij Zeffirelli 's filmpremière van Hamlet.
Kouchak voerde zijn interpretatie van Sakura uit voor keizer Akihito in het Victoria and Albert Museum in Londen in 1998 en tijdens het liefdadigheidsevenement voor de aardbeving in Kobe in 1995. Dit stuk is samen met Julian Lloyd Webber opgenomen en staat op zijn album Cello Moods en werd gepresenteerd door Olympisch schaatser Yuka Sato in 1999. In 2017 werd het stuk uitgevoerd tijdens een 20-jarig jubileumconcert in Brussel.
In 2011 en 2013 zong Kouchak het Russische nummer Dark Is the Night met het Royal Philharmonic Orchestra. Ter herdenking van het 100-jarig jubileum van de Russische Revolutie werd in 2017 een speciaal concert gegeven.
Kouchak voerde Scheherazade uit tijdens de officiële openingsceremonie van het Emirates Airline Literature Festival in maart 2015 en componeerde het officiële festivalslied voor 2016. In 2017 organiseerde en trad Kouchak op tijdens een speciaal Suomi 100-jarig concert in de Ambassade van Finland in Londen.
Jason Kouchak publiceerde een muzikaal eerbetoon aan Carlsen en Caruana aan de vooravond van de Wereldkampioenschap schaken 2018 getiteld Victory Moves. In 2018 regisseerde en componeerde Kouchak ook een balletproject met schaakthema door middel van twee orkestrale balletstukken op het Holland Park openluchtschaakspel  ter gelegenheid van het 100-jarig jubileum van vrouwenrechten en emancipatie in het VK. In juni 2019, tijdens de sluitingsceremonie van het Noorse schaken, speelde Kouchak het pianoconcert in a mineur van Edvard Grieg en de wereldpremière van zijn eigen compositie Queen of the Knight. Deze uitvoering was gebaseerd op Philidor's <i id="mwaQ">Princess of Norway</i> en Mozarts Queen of the Night- aria en weerspiegelde de versmelting van klassiek schaken met blitz Armageddon die het toernooi kenmerkte. In juli 2019 trad Kouchak op tijdens de openingsceremonie van het Heart of Finland internationale schaaktoernooi.
In het voorjaar van 2020 creëerde Kouchak een astronomie- en muziekstuk ter gelegenheid van de tweehonderdste verjaardag van de Royal Astronomical Society in 2020 en de 60ste verjaardag van de historische ruimtevlucht van Yuri Gagarin. In het voorjaar van 2021 vierde hij het tienjarig bestaan van Holland Park Chess en in juli het Chessfest op Trafalgar Square. Kouchak produceerde het themalied van het schaakfestival Into the Light met een muziek- en dansvoorstelling. Het lied werd in dezelfde maand ook uitgevoerd tijdens de tentoonstelling Curiouser and Curiouser in het Victoria and Albert Museum.
In de herfst van 2021 trad Kouchak op met Rachmaninoff in de Royal Automobile Club om de terugkeer van de Oxford vs Cambridge Varsity-wedstrijd te vieren. In 2022 schreef Kouchak een musical A Queen Before Her Time over Vera Menchik, destijds 's werelds beste vrouwelijke schaakster, die werd gevierd tijdens de Internationale Vrouwendag in Londen.

## Publieke contributies
Kouchaks contributies omvatten de lancering van twee gigantische schaaksets voor kinderen in het Holland Park in Londen met Stuart Conquest in 2010 en in The Meadows (park) in Edinburgh in 2013 en John Tenniel's Alice in Wonderland-schaakspel. In 2013 leidde Kouchak een campagne om de beroemde pianoafdeling van Harrods te redden.
Hij componeerde ook het officiële themalied voor de liefdadigheidsinstelling Moving Forward voor CSC.
Kouchak richtte in 2011 het Tsubasa Children's Choir op, dat het Matsuri Festival opende en Jupiter uit Holst's Planets-suite uitvoerde tijdens het Queen's Jubileum-jaar 2012 op Trafalgar Square, Londen. In 2016 werd zijn schaak- en balletmuziekwerk uitgevoerd in het British Museum en in New York om de rol van vrouwen als koninginnen in het schaken te vieren. In hetzelfde jaar werd een speciaal ontworpen 3D Royal Queen-schaakstuk onthuld ter ere van de Queen's Journey.  Kouchak choreografeerde en componeerde de theatrale toneelproductie van de Queen's Journey in 2017 op Judit Polgar's Global Chess Festival. In 2018 ontving hij een onderscheiding als Goodwill Ambassador of Artistic Values of Chess. In 2019 droeg Kouchak tijdens de London Chess Conference bij aan onderwijs en empowerment in het vrouwenschaken.

## Discografie
- Space Between Notes (2017)
- Comme d'Habitude (2011)[1]
- Midnight Classics (2008)
- Forever (2001)
- Watercolours (1999)
- Première-impression  (1997)
- Cello Moods (alleen Sakura)

## Referentie
1. 1 2  Kouchak, Jason, Comme d'Habitude. Jasonkouchak.com. Geraadpleegd op 25 May 2011.
2. ↑  Fairway Galle Literary Festival 2018. Gearchiveerd op 10 maart 2018. Geraadpleegd op 27 January 2018.
3. ↑  London Chess Classic 2012. Londonchessclassic.com. Gearchiveerd op 24 maart 2019. Geraadpleegd op 30 november 2012.
4. ↑  Media Release: French Film Festival celebrates 20 glorious years. Allmediascotland.com. Gearchiveerd op 2 februari 2013. Geraadpleegd op 4 October 2012.
5. ↑  Twenty Years on from Jason Kouchak's. Dajf.org.uk. Geraadpleegd op 17 July 2020.
6. ↑  London Gala concert in memory of the Arctic Convoys 1941–1945. Indymedia.org.uk. Geraadpleegd op 23 april 2013.
7. ↑  Victory Day in London, 9 May. Gearchiveerd op 3 July 2013. Geraadpleegd op 15 March 2022.
8. ↑  Descendant of Alexander Kolchak to perform Tchaikovsky and Borodin in memory of Russian Revolution. Russianartandculture.com. Geraadpleegd op 21 October 2017.
9. ↑  Catch Up with Jason Kouchak Emirates Lit Fest 2016. B-change.me. Geraadpleegd op 16 april 2015.
10. ↑  Line up of authors for Emirates Festival of Literature revealed. Gulfnews.com. Geraadpleegd op 19 October 2015.
11. ↑  Emirates Festival of Literature launches complete line-up for 2016 - Event to be held from March 1-12 ... set to be a brilliant experience for all. Arabtimesonline.com (21 October 2015). Geraadpleegd op 17 July 2020.
12. ↑  Four Seasons in One Day Concert. Finlandabroad.fi (30 november 2017). Gearchiveerd op 30 maart 2019. Geraadpleegd op 19 March 2019.
13. ↑  World Championship Musical Interludes. Chessbase.com (26 november 2018). Gearchiveerd op 26 november 2018. Geraadpleegd op 28 november 2018.
14. ↑  The rise of outdoor chess. Spectator.co.uk (12 July 2021). Gearchiveerd op 2 februari 2022. Geraadpleegd op 2 February 2022.
15. ↑  Closing out Norway Chess with music. Chessbase.com (26 June 2019). Gearchiveerd op 30 juni 2019. Geraadpleegd op 29 June 2019.
16. ↑  Jason Kouchak haluaa tuoda ensi kesänä Jyväskylään shakkia ja tangoa yhdistävän esityksen. Ksml.fi (20 July 2019). Gearchiveerd op 21 juli 2019. Geraadpleegd op 26 July 2019.
17. ↑  Infinite expansions: space, chess and music. Chessbase.com (1 april 2022). Gearchiveerd op 4 februari 2022. Geraadpleegd op 2 February 2022.
18. ↑  Eleven years of chess in Holland Park in London. Chessbase.com (8 March 2021). Gearchiveerd op 3 februari 2022. Geraadpleegd op 2 February 2022.
19. ↑  ChessFest: Trafalgar Square. Chess-fest.com (18 July 2021). Gearchiveerd op 2 februari 2022. Geraadpleegd op 2 February 2022.
20. ↑  Oxford vs Cambridge, rowing and chess. Chessbase.com (11 april 2021). Gearchiveerd op 4 februari 2022. Geraadpleegd op 2 February 2022.
21. ↑  Thoughts on International Women's Day: Remembering Vera Menchik. Chessbase.com (8 March 2022). Gearchiveerd op 15 maart 2022. Geraadpleegd op 15 March 2022.
22. ↑  Making mates on giant chessboard in Holland Park | News. Thisislondon.co.uk (1 november 2010). Geraadpleegd op 25 september 2011.
23. ↑  Giant chess board bid to fight child obesity | News. News.scotsman.com (17 april 2013). Geraadpleegd op 18 april 2013.
24. ↑  £350,000 Alice chessboard and a white rabbit at Fortnum's | News. News.standard.co.uk (24 april 2013). Geraadpleegd op 9 February 2014.
25. ↑  Too many handbags and not enough maps; News. News.standard.co.uk (25 February 2013). Geraadpleegd op 28 January 2013.
26. ↑  Smart move young man | News. Thesundaytimes.co.uk (30 March 2014). Gearchiveerd op 2 april 2015. Geraadpleegd op 11 January 2014.
27. ↑  CSC Chess in Schools and Communities. Chessinschools.co.uk. Gearchiveerd op 6 april 2015. Geraadpleegd op 27 december 2015.
28. ↑  Chess & Ballet at the British Museum. Chessdom.com (29 March 2016). Geraadpleegd op 1 May 2016.
29. ↑  The Queen's Journey. Yonkers.com (30 september 2016). Gearchiveerd op 3 september 2021. Geraadpleegd op 30 October 2016.
30. ↑  The Queen's Journey. Chessbase.com (19 november 2020). Gearchiveerd op 19 november 2020. Geraadpleegd op 2 February 2020.
31. ↑  The Queen's Journey with chess and ballet: In conversation with Jason Kouchak. Sportskeeda.com (29 september 2020). Gearchiveerd op 3 februari 2022. Geraadpleegd op 2 February 2022.
32. ↑  Judit Polgar's Global Chess Festival. Globalfestival.com (18 October 2017). Geraadpleegd op 22 October 2017.
33. ↑  Judit Polgar's Global Chess Festival. Globalfestival.com (15 October 2018). Geraadpleegd op 18 October 2018.
34. ↑  A Perfect Day in Budapest. Globalfestival.com (26 October 2018). Gearchiveerd op 26 oktober 2018. Geraadpleegd op 30 October 2018.
35. ↑  A Queen's Journey. Londonchessconference.com (28 november 2019). Gearchiveerd op 11 januari 2020. Geraadpleegd op 1 January 2020.